# Јуродивост
Јуродивост (или лудост Христа ради) је наизглед неразумно понашање у религијске сврхе, које је традиционално заступљено у православном хришћанству, где се сматра једним од најтежих и најсмелијих облика подвижништва.
Јуродиви обично користе шокирање и неконвенционално понашање ради пропитивања прихваћених норми, пророковања или прикривања сопствене побожности. Јуродиви се добровољно одриче свих земаљских добара, својих сродника, постојбине, света у коме живи, и, при пуној свести и одговорности, лишава разума, општеприхваћених моралних норми и правила понашања.
Јуродивост подразумева двојни живот - спољашњи, који се коси са нормама овога света, и унутрашњи, где душа живи у љубави према Богу.

## Обележја
Бити јуродив, луд Христа ради, најтежи је подвиг изнедрен у Цркви Христовој. Тежина овог подвига је у жилавој и бескомпромисној борби са својим страстима и гордошћу и у начину који подразумева узимање на себе понашање и лик безумнога скривајући испод те фасаде неизмерну и саможртвену љубав према Исусу Христу.
По општепознатој одредници бити јуродив значи бити “луд Христа ради”, правити се луд, бити “луд за Христом”, неодољиво жудети за Њим. По силини такве жудње, јуродиви су подносили најтеже подвиге и страдања, живећи бездомно, по сметлиштима и гробљима, под отвореним небом, по најљућим мразевима и жегама, без хране и одеће, презрени, злостављани, исмевани, прогоњени. Јуродивост се сматра најтежим подвигом, како због физичког трпљења ради савладавања својих страсти и тела, тако и по одрицању од разума, као основног људског достојанства.
Тежина подвига јуродивих показује нам колико је тешка и жилава борба са “старим човеком” у нама. Спољашњи, телом условљени човек треба да се “распадне”, често и у великим мукама, како би нови, духовни човек, узрастао ка Господу. Будући да су се јуродиви свецело предавали Богу, Он их је испуњавао силом Духа Светога. Њиме су трпели надљудске подвиге, Њиме предсказивали догађаје ради помоћи ближњима, крепили људе у вери, разобличавали богоотпадништво, пружали брзу помоћ у невољи и чинили бројна чуда.
Како би сакрили све ове благодатне дарове узимали су на себе лик и понашање безумних, изражавали се у загонеткама, чинили наизглед сумануте ствари које су имале дубок смисао, разумљив само људима јаке вере, чистог срца и велике љубави. Тиме су постали опомена свету против прелести (духовне самообмане) и гордости јер духовни живот није у спољашњим манифестацијама, већ је скривен и само Богу знан.
За јуродиве је карактеристичан аскетски начин живота. Скривају се под маском безумника и бестидника, који презиру законе људске и ближњима су повод за саблазан, излажући се порузи околине. Јуродство је најскривенија светост, која се приказује сасвим супротном у својим спољашњим пројављивањима: гротескно ругање свету скрива љубав према свету, телесна нагота духовну красоту, безумље — ум Христов, скиталаштво — трагање за небеском отаџбином. Јуродивима храна, жеђ, одећа и станиште не представљају ни вредност, ни неопходну потребу. По више дана, па и недеља, они пребивају без јела; одевају се у прљаве рите које људи бацају на сметлиште или ходају наги. Живе без станишта, под ведрим небом — на трговима и улицама, ђубриштима, гробљима, у храмовним портама и у природи. Сматра се да они буквално испуњавају Исусове речи: „Не брините душом својом шта ћете јести, или шта ћете пити; ни за тело своје, у шта ћете се оденути“ (Мт. 6, 25).
У спољашњем животу они се одричу ума, искључујући се из друштва, скривајући своје мисли и осећања, побуде и стремљења, излажући се порузи околине. И говор им је често другачији него код осталих људи: неки међу њима негују тиховање или молчалништво (непрестано ћутање), неки испуштају неартикулисане гласове или примитивизују свој исказ (глосолалија). Иза њихових наизглед апсурдних порука крије се дубоки смисао — опомена ближњима, управљање на пут покајања и исправног живота или пророковање о догађајима који ће се збити. Они често указују на противречности између формално прихваћеног хришћанства и друштвене аморалности. У Русији јуродиви преузимају и друштвено значајан подвиг изобличавања силника овога света, искорењивања зла и заштите потлачених, тако да аскетској страни јуродства додају и изражену социјалну димензију. Због сурових климатских прилика у Русији, јуродивост је била и изузетан физички подвиг.

## Историјат
Сведочанства која би се могла сматрати праузорима подвига јуродства нуди још Стари завет. Поступци појединих старозаветних изабраника Божијих чине се неразумним, чудним или чак аморалним: тако је Исаија, предсказујући сужањство Мисираца и Етиопљана, три године ходио го и бос (Ис. 20, 2-3); Јеремија је начинио себи свезе и јарам око врата да би их потом послао господарима суседних земаља за сведочанство воље Божије (Јер. 27 и 28); Језекиљ, представљајући опсаду Јерусалима и пророкујући против оних што преступише закон Божији, је 390 дана лежао на левој и 40 дана на десној страни својој, једући пресна хлеба (Јез. 4, 1-12); пророк Осија је живео са блудницом, јер је Израиљ одступио од Господа (Ос. 1, 1-3).
Јован Крститељ је својом појавом, пустиножитељством, проповеђу покајања и разобличавањем силника овога света такође показивао црте које ће касније развити јуродиви. Апостол Павле у Првој посланици Коринћанима излаже мисли које ће утемељити најбитније одлике јуродства (1. Кор. 1, 18-21, 27-28; 2, 16; 3, 18-19; 4, 10). Монаштво је у великој мери припремило подвиг јуродства, како на теоретском плану (Правила преп. Јована Касијана, Поука монасима преп. Јефрема Сирина, Беседа на Прву посланицу Коринћанима Св. Јована Златоуста и др.), тако и на делу: први јуродиви у историји Цркве били су монаси који су се после дуготрајног подвизавања одлучивали да изађу у свет, примајући погрде и злостављања ради потпуног излечења од гордости и самоугађања (Блажена Исидора, Симеон, Висарион, Серапион Синдонит). Појава јуродства у хришћанству била је условљена кризом хришћанских вредности након признања хришћанства за државну религију, а нарочито првим знацима деградације монаштва. Зато је IV век доба појаве јуродства, најпре у колевци монаштва, Египту, а затим и по читавом Византијском Истоку; из овог доба и поднебља канонизовано је 6 јуродивих.
Највећи процват јуродство доживљава у Русији, где се развија почев од XI па све до XVII века. Руска православна црква канонизовала је укупно 37 јуродивих, највише из XV и XVI века, по чему превазилази све остале помесне православне цркве. У то доба у Русији је, судећи по писаним споменицима, било прилично јуродивих; сматра се да су у Москви они чинили чак и посебан сталеж, и да су се званичног прослављења (канонизације) удостојили само малобројни. Крајем XVI и током читавог XVII века опада поштовање јуродивих у народу, а смањује се и број оних који бивају удостојени црквене канонизације. Овај вид подвижништва нешто се дуже задржава једино на северу Русије - у Вологди, Тотми, Каргопољу, Архангелску, Вјатки, док у Москви државне и црквене власти започињу прогон јуродивих. Лишено духовне подршке и физички прогоњено од полиције, јуродство бива потиснуто. Црква против јуродивих издаје више указа, обзнањујући да њихова дела немају на себи благослов. Пошто је долазило до злоупотреба, Руска православна црква је престала са канонизацијом јуродивих. Па ипак, поједини случајеви канонизовања јуродивих срећу се и током XVIII, XIX и XX века (Ксенија Петроградска, XVIII век; Пелагија Ивановна из Серафимо-Дивјејевског манастира, XIX век; епископ Варнава Бељајев, XX век).
Канонизовано је укупно 43 јуродивих.
Занимљиво је да Српска православна црква током своје историје није канонизовала ниједног јуродивог јер овај подвиг у свом изворном облику, какав постоји на Византијском Истоку и код Руса, није био познат српском народу.

## Познати јуродиви
- Тома Јуродиви
- Симеон Јуродиви
- Серапион Синдонит
- Василије Јуродиви
- Висарион Чудотворац
- Исакије Затворник
- Исидор Јуродиви
- Исидора Јуродива
- Ксенија Петроградска
- Андреј Јуродиви

## Јуродиви у уметности
Јуродиви су представљали инспирацију руским писцима (Пушкину у „Борису Годунову“, Достојевском у „Злим дусима“ и „Браћи Карамазовима“, Толстоју у „Детињству“, С. В. Максимову у његовим путописима) и сликарима (В. Суриков, „Бољаркиња Морозова").